# Cabagan
Cabagan ist eine Stadtgemeinde in der Provinz Isabela im Bezirk Cagayan Valley auf den Philippinen. Am 1. August 2015 hatte sie 50.174 Einwohner.
Cabagan ist politisch in 26 Baranggays unterteilt:
| - Aggub - Anao - Angancasilian - Balasig - Cansan - Casibarag Norte - Casibarag Sur - Catabayungan - Cubag - Garita - Luquilu - Mabangug - Magassi | - Ngarag - Pilig Abajo - Pilig Alto - Centro (Pob.) - San Bernardo - San Juan - Saui - Tallag - Ugad - Union - Masipi East - Masipi West - San Antonio |